# Johann Heinrich Schmelzer

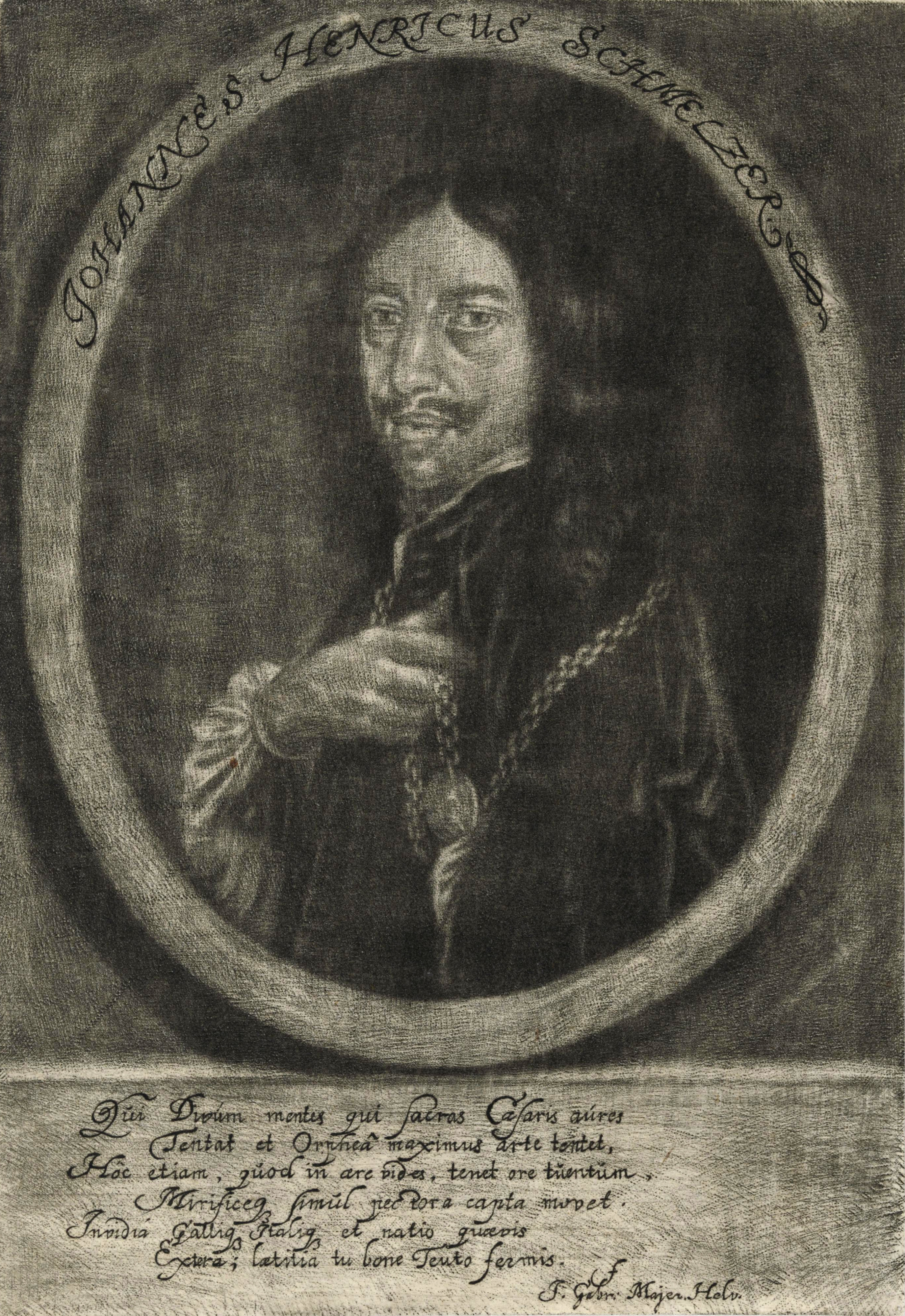
Johann Heinrich Schmelzer

Johann Heinrich Schmelzer (Scheibbs, tussen 1620 en 1623 – maart 1680) was een Oostenrijks violist en componist, verbonden aan het Habsburgse hof, eerst als violist, later als balletcomponist, en vervolgens als hofcomponist. Zijn muziek hoort tot de barokmuziek.

## Levensloop
Hij stond in nauw contact met Keizer Leopold I, die hem in de adelstand verhief. Aangezien de Keizer zelf ook als componist actief was, diende Schmelzer ook als muzikaal adviseur voor de componerende Keizer. Een jaar voor zijn overlijden werd hij tot Kapellmeister gepromoveerd. Vanwege de pest moest het Oostenrijkse keizerlijke hof uitwijken naar Praag, alwaar Schmelzer tijdens de epidemie overleed.
Schmelzer stond bekend als misschien wel de belangrijkste violist in de Duitstalige wereld, en beïnvloedde latere vioolcomponisten. Hij droeg bij aan de ontwikkeling en verspreiding van de vioolsonata en -suite in de Duitstalige wereld. Heinrich Ignaz Franz Biber was de bekendste leerling van Schmelzer. Veel werken zijn verloren gegaan, maar er is wel een overzicht bewaard, namelijk de catalogus van de privéverzameling van Leopold I Distinta specificatione dell’archivio musicale per il servizio della cappella e camera cesarea, waarin 173 werken vermeld staan. Zijn oudste zoon Andreas Anton (1653–1701) was ook actief als componist.

## Werken

### Toneelwerken
- Gli Dei concorrenti (Nicolò Minato), Epitalamio musicale 1676, Passau (in samenwerking met Antonio Draghi)
- Hercules und Onfale (onbekende librettist), dramatische kamermuziek 1676, Wenen
- L’infinità impicciolita (Minato), sepolcro, 1677, Wenen
- Stärke der Lieb, sepolcro, 1677, Wenen
- L’urno della sorte, ossequio musicale, 1677, Wenen
- Le memorie dolorose (Minato), Sepolcro, 1678, Wenen
- Le veglie ossequiose (Minato), Serenata, 1679, Laxenburg
- Die sieben Alter stimmen zusammen (Johann Albrecht Rudolph), 1680, Wenen

### Instrumentale werken (in handschrift, onvolledig)
- Balletto 2do (2 violini, viola, basso di viola) for Il pomo d’oro by Antonio Cesti 1668 (CZ-KRa A 755)
- Balletti a 4 (violino, 2 violae, violone) 1670 (CZ-KRa A 897)
- Balletti francesi (4 violae, 2 clarini) 1669 (CZ-KRa A 906)
- Balletto di centauri, ninfe et salvatici. A 3 Chori. Per la Festa à Schönbrunn 1674 (Choro 1: 5 viole radoppiati, Choro 2: 3 piffari et un fagotto, Choro 3: 2 cornetti muti et 3 tromboni) (CZ-KRA A 764)
- Balletto di matti (2 violini, violetta, basso) 1670 (CZ-KRa A 762)
- Balletto di pastori et ninfe a 5 (2 violini, 2 violettae, basso) 1673 (CZ-KRa A 752)
- Balletto di spiritelli (5 violae, 3 piffari, 1 fagotto con violone et cimbalo) (CZ-KRa lost – cf. Denkmäler der Tonkunst in Österreich, Vol. 105, *no. 6)
- Balletto di Zefferi (2 violini, 2 violettae, cembalo) 1675 (CZ-KRa A 748)
- Balletto genandt das Narrenspitall (violin, viola da gamba, theorbe)1667 (A-Wn Mus. Hs. 16583)
- Balletto primo: di spoglia di pagagi (2 violini, 2 violae, basso) 1678 (CZ-KRa A 920)
- Balletto quarto: di 7 pianeti (2 violini, 2 violae, basso) 1678 (CZ-KRa A 920)
- Ciaccona a 3 Chori (Choro 1: 4 viole radoppiati, Choro 2: 1 clarino, Choro 3: 2 flauti e 1 fagotto per libito) (CZ-KRa A 870)
- Fechtschuel a 4 (2 violini, violetta, organo) (CZ-KRa lost – cf. Denkmäler der Tonkunst in Österreich, Vol. 56, no. 12)
- La bella pastora (2 violini, bc) (D-W Cod.Guelf. 34.7 Aug 2°, no. 41)
- Lamento sopra la morte Ferdinandi III (2 violini, viola da gamba, organo) 1657 (F-Pn Rés. Vm7 673, no. 116)
- Polnische Sackpfeifen (2 violini, bc) 1660–70 (F-Pn Rés. Vm7 673, no. 10)
- Serenata con altre ariae a 5 (2 violini , 3 violae) 1669 (CZ-KRa A 905)
- Sonata a 2 (violino, fagotto) 1673 (CZ-KRa A 506a)
- Sonata a 2 (violino, viola da gamba, bc) (D-W Cod.Guelf. 34.7 Aug 2°, no. 25)
- Sonata a 2 (violino, viola da gamba, bc) (GB-Lbl Add. 31423)
- Sonata a 2 violini verstimbt (2 violini, bc ad lib) 1673 (CZ-KRa A 639)
- Sonata a 3 (violino, 2 violae con organo et violone) (CZ-KRa A 589a)
- Sonata a 3 (violino, trombone, fagotto) (CZ-KRa A 610)
- Sonata a 3 (violino, clarino, trombone) (CZ-KRa A 632)
- Sonata a 3 [La Pastorale] (2 violini è viol di gamba overo trombone) (S-Uu Instr. mus. i hs. 8:12)
- Sonata a 3 [Lanterly] (2 violini, viola da gamba, organo (S-Uu Instr. mus. i hs. 8:9)
- Sonata a 4 detta la Carolietta (violino, cornetto, trombone e fagotto) 1669 (CZ-KRa A 634)
- Sonata a 5 (2 violini, clarino, fagotto, viola da gamba con cimbalo) (CZ-KRA A 552)
- Sonata a 5 per camera. Al giorno delle Correggie 3 Juni 1678 (2 violini, 2 violae, fagotto con Violone et organo) (CZ-KRa A 496)
- Sonata a 6 duobus Choris [Battaglia] (Coro 1: 2 violini, viola, Coro 2: violino, 2 violae, bc) 1680 (CZ-KRa A 586)
- Sonata a 7 flauti (7 flauti, bc) (S-Uu Instr. mus. i hs. 58:8b)
- Sonata a 8 per chiesa e per camera (2 trombe , 6 viole, bc) 1679 (CZ-KRa A 551)
- Sonata a 11 per chiesa et camera (6 viole, 5 trombe) 1675 (CZ-KRa A 550)
- Sonata ad tabulam a 4 (2 violini, 2 flautae con organo) 1670 (CZ-KRa A 869)
- Sonata amabilis a 4 (violino, 2 brazze, violone) 1665 (CZ-KRa A 534) [= Sacro-profanus concentus musicus, Sonata 11]
- Sonata con arie zu der Keyserlichen Serenada (5 violini et 4 trombe, col timpano per libito) 1672 (CZ-KRa A 465)
- Sonata con tribus violinis (3 violini, organo) 1677 (CZ-KRa A 528a)
- Sonata Cucù (violino solo, basso) 1669 (CZ-KRa A 572a)
- Sonata Natalis (5 violae, 5 trombettae con violone et organo) 1680 (CZ-KRa A 583)
- Sonata Natalitia. A 3 Chori (Choro 1: 5 viole radoppiati, Choro 2: 3 piffari et 1 fagotto, Choro 3: 2 flauti ò 2 cornetti muti et tromboni) 1675 (CZ-KRa A 553)

### Instrumentale werken (in drukvorm nagelaten)
- Duodena selectarum sonatarum (1659, Neurenberg)
- Sacro-profanus Concentus Musicus (1662, Neurenberg)
- Sonatae unarum fidium, seu a violino solo (1664, Neurenberg)
- Arie per il balletto à cavallo (1667, Wenen)

### Overige werken
- 20 Duitse liederen
- O Jesu summa charitas voor 4 stemmen, 2 violen, 2 altviolen en basso continuo, manuscript: Collectie Düben Uppsala
- Terra triumphans jubila plaudite nymphae voor 4 stemmen, 2 violen en basso continuo, manuscript: Collectie Düben Uppsala
- Venito ocyus, transeamus usque voor 2 tenoren, 2 violen, 2 altviolen en basso continuo, manuscript: Collectie Düben Uppsala
- 11 missen, 3 rouwstukken en 180 gewijde muziekstukken.

Portaal:Klassieke muziek